# 特納縣 (南達科他州)

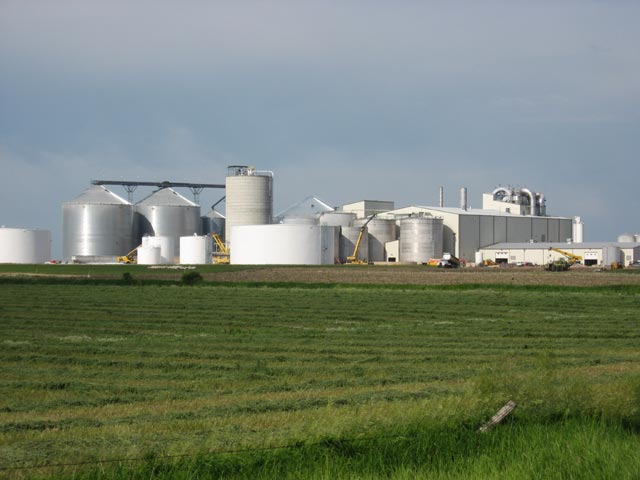
特納郡的生質燃料廠

特納縣（英語：Turner County）是美國南達科他州東南部的一個縣。面積1,599平方公里。根據美國2000年人口普查的结果，该县共有人口8,849人。縣治帕克 。
成立於1871年1月13日。縣名紀念達科他準州議員約翰·W·特納。